# Loewia rondanii
Loewia rondanii là một loài ruồi trong họ Tachinidae.